# Порта-Салярія
Порта Салярія (лат. Porta Salaria — Соляна брама) — колишня міська брама в мурі Авреліана у Римі, до наших днів не збереглась.

## Історія
Брама побудована у V ст. при імператорі Гонорії для входу у місто з Соляної дороги. Через неї проходила Via Salaria nova, за брамою у передмісті починалася Соляна дорога (Via Salaria vetus). Ця брама мала основний вхід з каменю у вигляді арки та дві цегельні напівкруглі вежі. 
У 1870 році брама була сильно пошкоджена, а у 1871 році знесена. Згодом брама була відновлена за планом архітектора Вірджініо Веспіньяні. 
У 1921 році її знову зруйнували, щоб звільнити місце для руху транспорту. Тепер територію брами займає П'яцца Фьюме.